# Open di Francia 2013 - Doppio leggende over 45
John e Patrick McEnroe erano i detentori del titolo, ma Patrick quest'anno non ha partecipato. John ha fatto coppia con Adriano Panatta, ma i due hanno perso al round robin.
In finale Andrés Gómez e Mark Woodforde hanno sconfitto Mansour Bahrami e Pat Cash per 6-1, 7–6(2).

## Tabellone

### Legenda
| - Q = Qualificato - WC = Wild card - LL = Lucky loser | - ALT = Alternate - SE = Special Exempt - PR = Protected Ranking | - w/o = Walkover - r = Ritirato - d = Squalificato |

### Finale
|  | Finale |                             |                             |   |    |  |
|  |        |                             |                             |   |    |  |
|  | C3     | Mansour Bahrami Pat Cash    | Mansour Bahrami Pat Cash    | 1 | 62 |  |
|  | D3     | Andrés Gómez Mark Woodforde | Andrés Gómez Mark Woodforde | 6 | 7  |  |

### Gruppo C
|    |                               | Forget Leconte   | Pernfors Wilander | Bahrami Cash     | RR W–P | Set W–P | Game W–P | Posizione |
| C1 | Guy Forget Henri Leconte      |                  | 1–6, 6–4, [10–7]  | 7–5, 2–6, [7–10] | 1–1    | 3–3     | 17–22    | 2         |
| C2 | Mikael Pernfors Mats Wilander | 6–1, 4–6, [7–10] |                   | 6–4, 4–6, [7–10] | 0–2    | 2–4     | 20–19    | 3         |
| C3 | Mansour Bahrami Pat Cash      | 5–7, 6–2, [10–7] | 4–6, 6–4, [10–7]  |                  | 2–0    | 5–2     | 23–19    | 1         |

La classifica viene stilata in base ai seguenti criteri: 1) Numero di vittorie; 2) Numero di partite giocate; 3) Scontri diretti (in caso di due giocatori pari merito); 4) Percentuale di set vinti o di games vinti (in caso di tre giocatori pari merito ); 5) Decisione della commissione.

### Gruppo D
|    |                              | McEnroe Panatta  | McNamara Stich   | Gómez Santos Woodforde | RR W–P | Set W–P | Game W–P | Posizione |
| D1 | John McEnroe Adriano Panatta |                  | 6–3, 3–6, [10–2] | 4–6, 3–6               | 1–1    | 2–3     | 17–21    | 2         |
| D2 | Peter McNamara Michael Stich | 3–6, 6–3, [2–10] |                  | 3–6, 3–6               | 0–2    | 1–4     | 12–22    | 3         |
| D3 | Andrés Gómez Mark Woodforde  | 6–4, 6–3         | 6–3, 6–3         |                        | 2–0    | 4–0     | 24–13    | 1         |

La classifica viene stilata in base ai seguenti criteri: 1) Numero di vittorie; 2) Numero di partite giocate; 3) Scontri diretti (in caso di due giocatori pari merito); 4) Percentuale di set vinti o di games vinti (in caso di tre giocatori pari merito ); 5) Decisione della commissione.